# KariZma

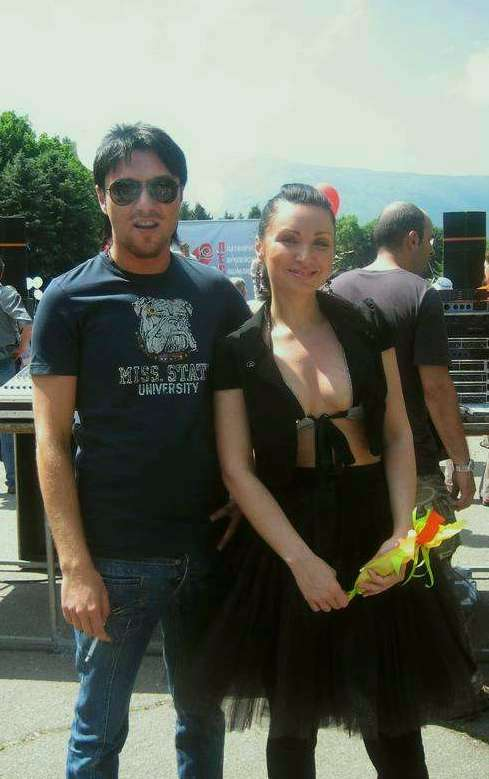
Miro et Galya

KariZma est un duo de musique pop bulgare composé de Galina Kurdova (Galya) et de Miroslav Kostadinov (Miro).
Le groupe a été créé en 1999.

## Biographie
Galya et Miro ont commencé à chanter ensemble dans un piano-bar nommé Opera. Dans le documentaire КаriZma Movie Rétrospective ils ont pensé qu'ils avaient décidé de travailler ensemble, parce que leurs voix appariés uns des autres. Une des premières propositions pour un nom a été 2good4u, Galya, mais l'a rejetée.
Le début du duo de КаriZma est fondé en 1999. Ils ont travaillé pour des compagnies de musique bulgare, tels que l'EMA, TOCO int. et autres. Deux ans plus tard, le célèbre compositeur de musique bulgare Mitko Shterev les ont aidés avec leur premier single,da te imam Riskuvam(je risque de vous-même). Avant la sortie du single Kolko mi lipsvash( «Combien tu me manques") en 2002, Karizma travaille avec d'autres artistes, tels que Toni, Maria Ilieva, Santra, Spens, Ava, Irra. Cela a retardé les travaux sur leur premier album. En outre, le 13 mars, 2006, Galya entra dans la  VIP Brother 1 House, où elle a séjourné pendant 18 jours. Leurs prochains hits ont été li izbiagam Shte TEB OT ? (" Vais-je courir loin de vous? ") (2003), M. Killer (2004), et les hommes prez Minavash ( "On passe par moi") (2005).
En 2006, ils sortent leur premier album attendu longtemps, Eklisiast .

## Discographie
- Eklisiast

### Tubes
- Riskuvam da te imam - I risk having you
- Kolko mi lipsvash - How much I miss you
- Shte izbiagam li ot teb ? - Shall I run away fom you ?
- Mr.Killer
- Minavash prez men - You walk through me
- Izciqlo vuv liubov - All In Love
- Fool For You